# Équipe de Tunisie de football en 1997
L'équipe de Tunisie de football réalise un bon parcours en 1997 : elle se qualifie à la fois pour la phase finale de la coupe du monde et pour le tournoi final de la coupe d'Afrique des nations 1998.
Le travail de Henryk Kasperczak est très apprécié. Mais un malentendu avec le puissant président de l'Espérance sportive de Tunis, Slim Chiboub, suscite des critiques à son encontre. En effet, Chiboub n'apprécie pas que son équipe, qui a des engagements internationaux, soit privée de la plupart de ses joueurs lors de la préparation, alors que certains d'entre eux restent sur le banc et ne sont pas utilisés par l'entraîneur. Il demande que ces derniers soient libérés des stages de l'équipe nationale mais Kasperczak ne répond pas à cette demande.

## Matchs
| Date             | Stade                                | Adversaire         | Score | Comp                      | Buteurs tunisiens                          |
| 4 janvier 1997   | Sfax, Tunisie                        | Algérie            | 0-0   | A                         |                                            |
| 12 janvier 1997  | Stade olympique d'El Menzah, Tunisie | Égypte             | 1-0   | QCDM                      | Baya 10e                                   |
| 26 janvier 1997  | Conakry, Guinée                      | Guinée             | 0-1   | QCAN                      |                                            |
| 6 avril 1997     | Windhoek, Namibie                    | Namibie            | 2-1   | QCDM                      | T. Hicheri 16e, Badra 69e                  |
| 27 avril 1997    | Stade olympique d'El Menzah, Tunisie | Liberia            | 2-0   | QCDM                      | A. Sellimi 60e (pen.), Badra 78e           |
| 31 mai 1997      | Stade olympique d'El Menzah, Tunisie | Algérie            | 0-1   | A                         |                                            |
| 8 juin 1997      | Le Caire, Égypte                     | Égypte             | 0-0   | QCDM                      |                                            |
| 5 juillet 1997   | Stade Chedly-Zouiten, Tunisie        | Mali               | 1-0   | A                         | Sekou 29e (csc)                            |
| 13 juillet 1997  | Stade olympique d'El Menzah, Tunisie | Guinée             | 1-0   | QCAN                      | R. Jelassi 90+2e                           |
| 7 août 1997      | Stade olympique d'El Menzah, Tunisie | Zambie             | 3-1   | L.G. Cup (tournoi amical) | Ben Slimane 17e, Souayah 45e, H. Gabsi 79e |
| 9 août 1997      | Stade olympique d'El Menzah, Tunisie | Nigeria            | 2-0   | L.G. Cup (tournoi amical) | Souayah 12e (pen.), R. Jelassi 90e         |
| 17 août 1997     | Stade olympique d'El Menzah, Tunisie | Namibie            | 4-0   | QCDM                      | Baya 19e 58e, Souayah 31e, J. Limam 72e    |
| 1er octobre 1997 | Stade olympique d'El Menzah, Tunisie | Australie          | 0-3   | A                         |                                            |
| 5 novembre 1997  | Stade olympique d'El Menzah, Tunisie | Bosnie-Herzégovine | 2-1   | A                         | Ben Younes 5e 33e                          |

## Source
- Mohamed Kilani, « Équipe de Tunisie : les rencontres internationales », Guide-Foot 2010-2011, éd. Imprimerie des Champs-Élysées, Tunis, 2010